# Африканський корінь сновидінь
Silene capensis  (лат. (смілка капська; коса undlela ziimhlophe — «білі шляхи»; африканський корінь сновидінь) — рослина роду смілка родини Гвоздикові (Caryophyllaceae).

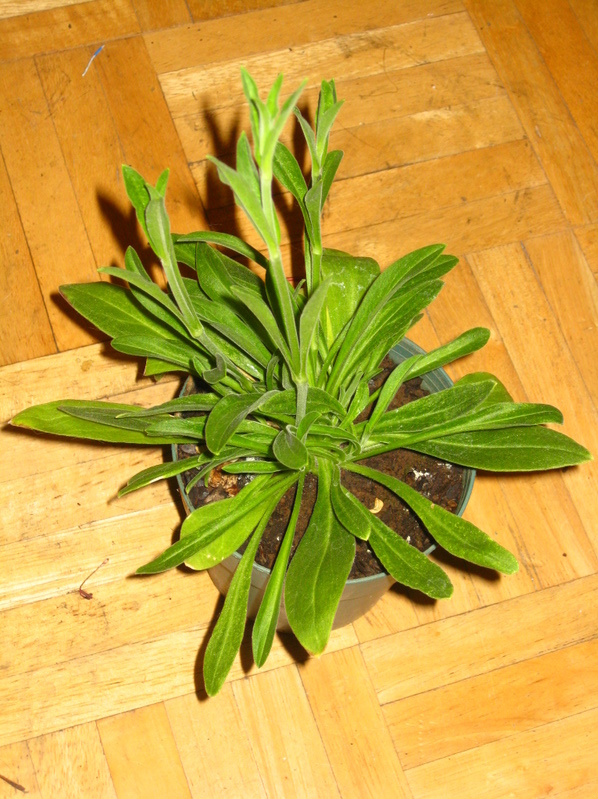
Silene capensis у маленькому горщику

Росте у Східно--Капській провінції ПАР, де шанується народом коса як священна рослина.
Корінь цієї рослини традиційно використовують, щоб продукувати яскраві (й, на думку народу коса, пророчі) свідомі сновидіння при процесі ініціювання шаманів. По своєму впливу рослина схожа з калеєю закатечічі